# Reprezentacja Uzbekistanu w piłce wodnej mężczyzn
Reprezentacja Uzbekistanu w piłce wodnej mężczyzn – zespół, biorący udział w imieniu Uzbekistanu w meczach i sportowych imprezach międzynarodowych w piłce wodnej, powoływany przez selekcjonera, w którym mogą występować wyłącznie zawodnicy posiadający obywatelstwo uzbeckie. Za jej funkcjonowanie odpowiedzialny jest Uzbecki Związek Pływacki (OSF), który jest członkiem Międzynarodowej Federacji Pływackiej.

## Historia
W 1998 po rozpadzie ZSRR reprezentacja Uzbekistanu rozegrała swój pierwszy oficjalny mecz na igrzyskach azjatyckich.

## Udział w turniejach międzynarodowych

### Igrzyska olimpijskie
Reprezentacja Uzbekistanu żadnego razu nie występowała na Igrzyskach Olimpijskich.

### Mistrzostwa świata
Dotychczas reprezentacji Uzbekistanu żadnego razu nie udało się awansować do finałów MŚ.

### Puchar świata
Uzbekistan żadnego razu nie uczestniczył w finałach Pucharu świata.

### Igrzyska azjatyckie
Uzbeckiej drużynie 2 razy udało się zakwalifikować na Igrzyska azjatyckie. W 1998 zdobyła srebrne medale.